# Tivoli (Teksas)
Tivoli je naseljeno mjesto za statističke potrebe u američkoj saveznoj državi Teksas. Prema popisu stanovništva iz 2010. u njemu je živjelo 479 stanovnika.